# Kenneth McAlpine
Kenneth McAlpine (Cobham, 21 september 1920 – Pembury, 8 april 2023) was een Formule 1-coureur uit Engeland. Hij nam tussen 1952 en 1955 deel aan 7 Grands Prix voor het team Connaught Engineering, maar scoorde hierin geen punten.